# Aguada Seca
 Aguada Seca   é um lago localizado na Guatemala, cuja cota de altitude é de 118 metros acima do nível do mar. Localiza-se no departamento de El Petén, no município de La Libertad.